# Brahmanisme
La religion brahmanique ou brahmanisme ou encore appelée hindouisme ancien correspond à la deuxième des trois phases historiques distinguées habituellement dans le développement de la religion des hindous. Elle se situe après le védisme (env. 1500-500 avant notre ère) et occupe une période comprise entre -600 et 500 de l'ère courante.
Le terme « brahmanique » est dérivé de « brahmane » (brāhmaṇa), c'est-à-dire celui qui détient le Brahman. Le terme « brahmane » n'indique pas le fidèle qui vénère le dieu Brahmā - tardive personnification védique - mais plutôt celui qui appartient à la caste des prêtres. « Brahmane » a le même radical que le latin « flamen » (flamine), prêtre choisi dans l'aristocratie romaine. De plus le brahmanisme est un terme dont se servent certains indianistes pour distinguer différents aspects de l'hindouisme.
Le terme brahmanisme est aussi utilisé :
- dans un sens historique, le védisme désignant la culture védique proprement dite, le brahmanisme se référant au système rituel formalisé qui en est issu ;
- dans un sens doctrinal, le brahmanisme constituant l'un des multiples courants de l'hindouisme, parmi lesquels il en existe beaucoup d'autres comme le shivaïsme ou le tantrisme.

Enfin, le terme brahmanisme est utilisé :
- au sens large, pour désigner le système social et religieux des hindous orthodoxes ;
- au sens restreint, pour désigner plus particulièrement les rites et les cultes des brahmanes.

## Terminologie

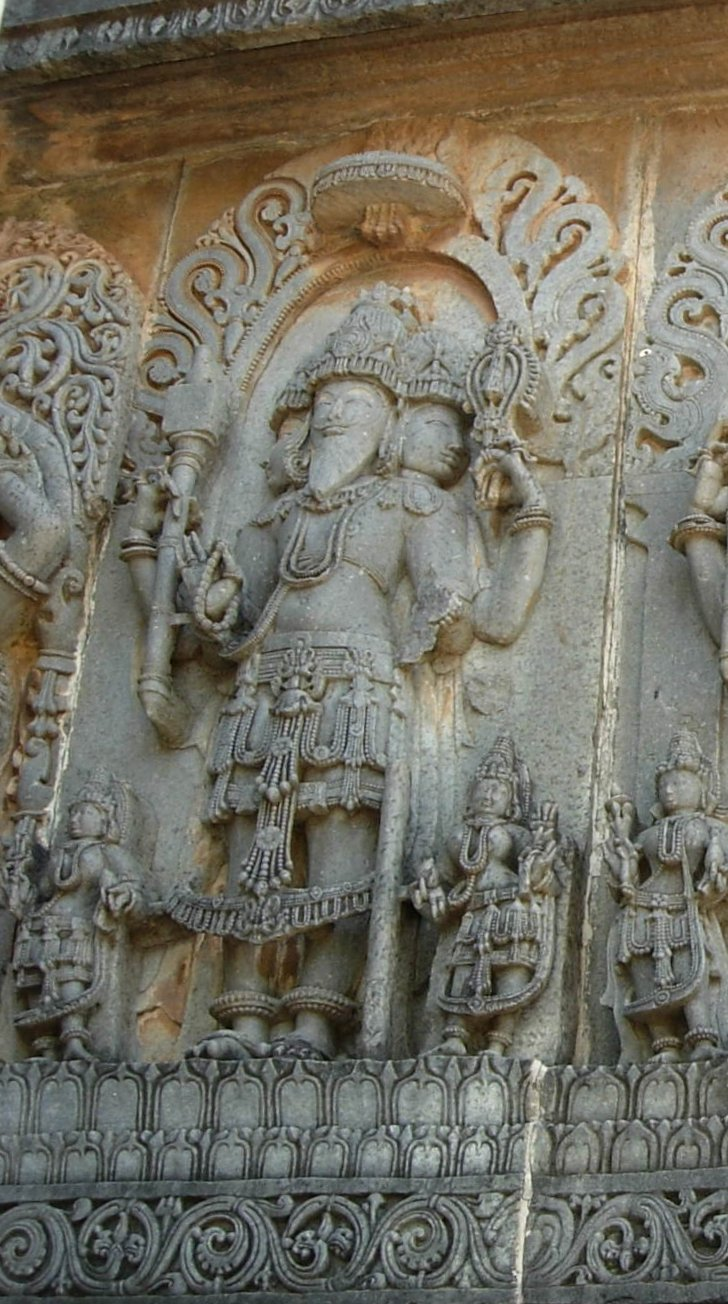
Sculpture du dieu Brahmā à Halebid, dans le Karnāṭaka

Il convient d'opérer la distinction entre plusieurs termes dont la ressemblance prête parfois à confusion :
- Le brahmanisme
- Le Brahman, terme désignant la réalité suprême ou la totalité de ce qui est
- Le brahmane, terme désignant l'une des catégories de prêtres officiant dans un sacrifice védique (yajña), aux côtés de l'adhvaryu, du hotṛ et de l'udgātṛ
- Brahmā, terme désignant la fonction créatrice, personnifiée sous la forme d'une divinité
- Les brahmanes, terme désignant une fonction sociale ; ce sont les membres du premier varna (caste)
- Les Brāhmaṇa, ensemble de textes comprenant des commentaires sur les Veda